# お嫁サンバ
「お嫁サンバ」（およめサンバ）は、1981年5月1日に発売された郷ひろみ38作目のシングル。発売元はCBS・ソニー。

## 背景
プロデュースを担当した酒井政利によれば、曲のテーマは「『結婚はまだ早いんじゃない?』という（そんな印象を抱いてしまうほど魅力的な）、美しいお嫁さんに対する賛美」であるとしている。
「サンバ」と題されているが、これは楽曲のジャンルが「サンバ」であることと必ずしもイコールではなく、日本の歌謡曲においてラテン音楽全般が広く「サンバ」と呼ばれていたことに由来している。郷ひろみも楽曲発表当時「サウンドがサンバじゃない」ことに気づいていたという。
当時松田聖子との交際騒動の渦中にあった郷は、遊び心の盛り込まれた本曲を受け入れる心境に無く、最初は歌唱を拒否した。郷は「最初に曲のほうが出来上がってきて、いい曲だなと思ったが、その後に出来た詞が ″123バ 223バ″ で、意味が分からず、それはないだろうと思った」という。最終的にはプロデューサーの酒井に「この曲を明るく歌えるのは、あなたしかいない。この歌は間違いなく後世に歌い継がれていくから」と説得され、リリースに至った。
やがて30代に入った郷はややアーティスト路線となり、「もう123バ 223バは必要ない」との理由で歌唱する頻度が減ったが、ヒット曲が出ず苦悩した結果、「僕には123バ 223バしかないんだ」と吹っ切れ、『GOLDFINGER '99』のヒットに繋がった。郷は「この曲の経験がなければ、（『GOLDFINGER '99』の歌詞で）″アーチッチー″ もなかった」と回想しており、エンターテイナーとしての郷のターニングポイントとなった曲のひとつに挙げている。
2000年代にはフジテレビのバラエティ番組『笑っていいとも!』の「身内自慢コンテスト」で、有名人のそっくりさんを紹介する素人が登場する際のジングルとして、歌い出しの部分が使用されていた。これは元々同コーナーが、「有名人にそっくりな恋人」を紹介するという趣旨で始まったためである。
2007年には歌詞の冒頭に女性の名前を入れたヴァージョンを100種類用意し、音楽配信限定で発売した。これは、同年5月に行われた陣内智則と藤原紀香の結婚披露宴にて、陣内が本曲を歌唱した際に「恋する紀香はきれいさ」と歌ったことで問い合わせが殺到し、郷も「喜んでもらえるなら、より多くの人に歌ってあげたい」と快諾したことで実現したものである。

## 振付
- 振付担当は西条満。サビの部分でボックス・ステップを踏みながら手をヒラヒラさせて踊る。
- 歌番組などのステージでは必ず4人の女子ダンサー「ヒロミックレディーズ」がバックを飾っていた。

## 収録曲
- 全曲 作詞: 三浦徳子　作曲: 小杉保夫　編曲: 船山基紀

1. お嫁サンバ （3分59秒）
2. シンメトリー・ラブ

## カバー
- 斎藤清六 - 1982年、アルバム『なんなんなんだ!?』に収録。
- 比莉 - 台湾の女性歌手で、別名は王雪娥。1982年10月、アルバム『愛得太苛』に収録。題名は『兜風 = Running Around』。
- CAN - 韓国の男性デュオ。2002年、アルバム『Vacation』に収録。題名は『隠密な思い出（은밀한 추억）』。